# Liste der Biografien/Pus
Liste der Biografien |
Portal Biografien |
Personensuche
# |
A |
B |
C |
D |
E |
F |
G |
H |
I |
J |
K |
L |
M |
N |
O |
P |
Q |
R |
S |
T |
U |
V |
W |
X |
Y |
Z |
?
 
Pa |
Pc |
Pe |
Pf |
Ph |
Pi |
Pj |
Pk |
Pl |
Pm |
Pn |
Po |
Pr |
Ps |
Pt |
Pu |
Pv |
Pw |
Py
 
Pua |
Pub |
Puc |
Pud |
Pue |
Puf |
Pug |
Puh |
Pui |
Puj |
Puk |
Pul |
Pum |
Pun |
Puo |
Pup |
Pur |
Pus |
Put |
Puu |
Puv |
Puy |
Puz
Die Liste der Biografien führt alle Personen auf, die in der deutschsprachigen Wikipedia einen Artikel haben. Dieses ist eine Teilliste mit 220 Einträgen von Personen, deren Namen mit den Buchstaben „Pus“ beginnt.

## Pus
- Puś, Wiesław (* 1940), polnischer Geschichtswissenschaftler, Rektor der Universität Łódź

### Pusa
- Pusa, Antti (* 1988), finnischer Eishockeyspieler
- Pusa, Marko (* 1977), finnischer Dartspieler
- Pusaeus, spätantiker römischer Politiker und Konsul (467)
- Pusakowa, Anastassija (* 1993), belarussische Langstreckenläuferin
- Pusanow, Alexander Michailowitsch (1906–1998), sowjetischer Politiker und Diplomat, Ministerpräsident der RSFSR
- Pusanow, Dmitri (* 1982), russischer Radrennfahrer
- Pusanow, Nikolai Wassiljewitsch (1938–2008), sowjetischer Biathlet
- Pusanowa, Jekaterina Alexandrowna (* 1979), russische Mittelstreckenläuferin
- Pusat, Aybüke (* 1995), türkische SchauspielerinAybüke Pusat (* 1995)

Aybüke Pusat (* 1995)

- Pusat, Begüm (* 2004), türkische Rollstuhlbasketballerin
- Pušavec, Marijan (* 1962), jugoslawischer bzw. slowenischer Schriftsteller, Comicszenarist, Publizist, Herausgeber und Lektor

### Pusb
- Pusback, Hans (1891–1965), deutscher Politiker (CDU), MdBB
- Pusback, Sven (* 1977), deutscher American-Football-Spieler

### Pusc
- Pușcariu, Sextil (1877–1948), rumänischer Romanist und Rumänist
- Pușcaș, George (* 1996), rumänischer Fußballspieler
- Pușcaș, Louis Vasile (1915–2009), US-amerikanischer Geistlicher, Bischof der rumänisch-katholischen Kirche
- Pușcaș, Vasile (* 1952), rumänischer Politiker, MdEP
- Puscasiu, Dan, rumänischer Basketballspieler
- Pușcașu, Vasile (* 1956), rumänischer Ringer
- Pușcău, Alina (* 1982), rumänisches Model
- Pusch, Alexander (* 1955), deutscher Degenfechter
- Pusch, Andreas (* 1955), deutscher Forstwissenschaftler und Naturschützer
- Pusch, Bastian (* 1970), deutscher Musiker, Komponist und Arrangeur
- Pusch, Botho von (1834–1904), deutscher Verwaltungsjurist, Landrat in Preußen
- Pusch, Dirk (* 1962), deutscher Fußballspieler
- Pusch, Edgar B. (1946–2023), deutscher Ägyptologe
- Pusch, Friederike (1905–1980), deutsche Psychiaterin und Neurologin
- Pusch, Georg Gottlieb (1790–1846), deutscher Geologe
- Pusch, Gerhard (1940–2021), deutscher Ingenieurwissenschaftler
- Pusch, Günter (* 1941), österreichischer Lagerstättenkundler und Hochschullehrer
- Pusch, Hanns Ulrich (1917–1984), deutscher Politiker (CDU), MdL und Publizist
- Pusch, Hans (* 1943), österreichischer Medienexperte und Politikberater
- Pusch, Harald (* 1946), deutscher Science-Fiction-Herausgeber, -Übersetzer und -Autor
- Pusch, Hermann (1865–1936), Gymnasialprofessor und Heimatforscher
- Pusch, Jürgen (* 1962), deutscher Botaniker und Naturschützer
- Pusch, Klaus Werner (* 1949), deutscher Jazzmusiker (Trompete, Flügelhorn, Komposition)
- Pusch, Kolja (* 1993), deutscher Fußballspieler
- Pusch, Luise F. (* 1944), deutsche feministische SprachwissenschaftlerinLuise F. Pusch (* 1944)

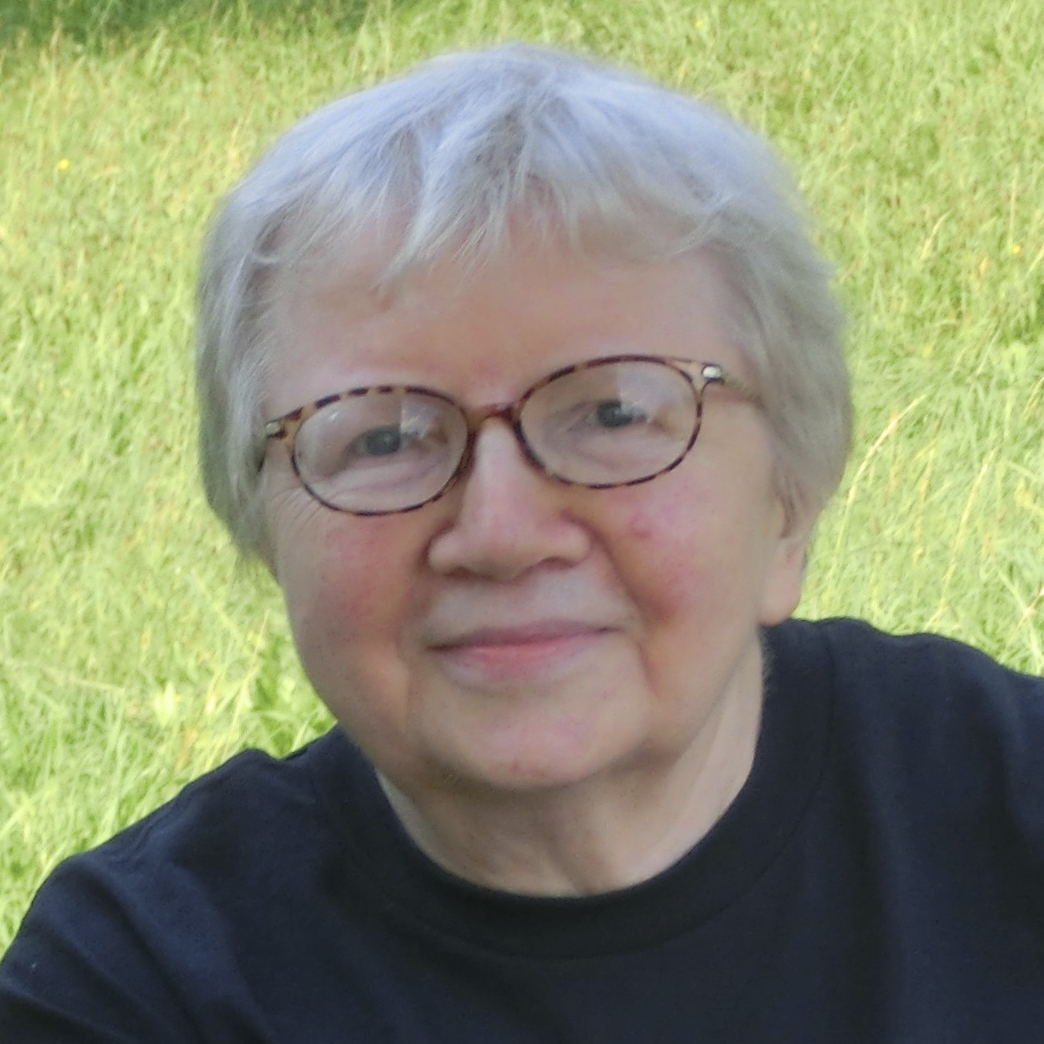
Luise F. Pusch (* 1944)

- Pusch, Lukas (* 1970), österreichischer Künstler
- Pusch, Marianus (1687–1746), römisch-katholischer Geistlicher
- Pusch, Oskar (1877–1970), deutscher Architekt und sächsischer Baubeamter
- Pusch, Oskar (1902–1992), deutscher Genealoge
- Pusch, Rainer (* 1954), deutscher Jazzmusiker
- Pusch, Richard (1912–1998), deutscher Maler und Grafiker
- Pusch, Stephan (* 1968), deutscher Politiker (CDU), Landrat
- Pusch, Werner (1913–1988), deutscher Pädagoge und Politiker (SPD), MdB
- Puschaddel, Klaus (* 1948), deutscher Politiker (CDU), ehemaliger Stadtpräsident von Lübeck
- Puschban, Suli, deutsche Liedermacherin
- Puschek, Julius (1890–1942), österreichischer Werkzeugmacher und Widerstandskämpfer gegen das NS-Regime
- Püschel, Aglef (* 1964), deutscher Drehbuchautor
- Püschel, Christian Ehrenfried (1789–1874), sächsischer Jurist und Kommunalpolitiker, Mitglied der Zweiten Kammer des Sächsischen Landtages
- Puschel, Dieter (1939–1992), deutscher Radrennfahrer
- Püschel, Erich (1904–1991), deutscher Mediziner
- Püschel, Ernst (1881–1941), deutscher Verlagsbuchhändler, Publizist und Schriftsteller
- Püschel, Gerd (* 1957), deutscher Fußballtorwart (DDR)
- Püschel, Hans (* 1948), deutscher Kommunalpolitiker
- Püschel, Heinz (1919–2010), deutscher Rechtswissenschaftler auf dem Gebiete des Urheberrechtes
- Püschel, Ilse (* 1957), deutsche Richterin am Bundespatentgericht
- Püschel, Judith (* 1955), deutsche Keramikerin
- Püschel, Karin (* 1958), deutsche Volleyballspielerin
- Püschel, Klaus (* 1952), deutscher Rechtsmediziner und AutorKlaus Püschel (* 1952)

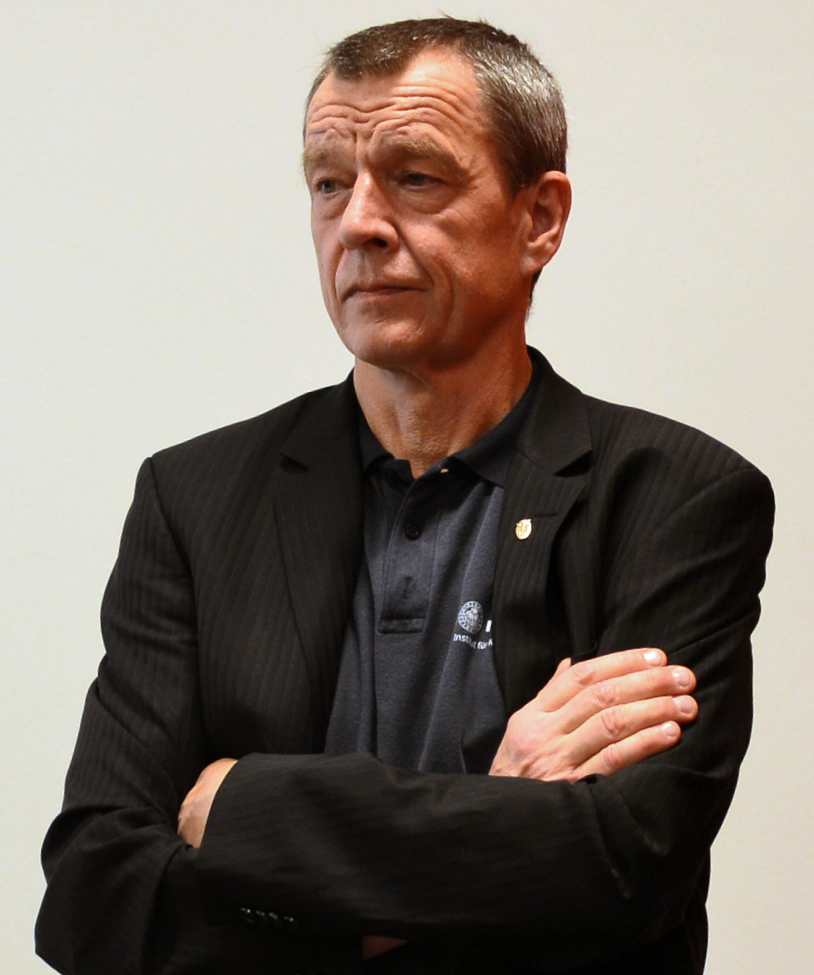
Klaus Püschel (* 1952)

- Püschel, Konrad (1907–1997), deutscher Architekt, Stadtplaner und Hochschullehrer
- Püschel, Secondo (1931–1997), Schweizer Maler
- Püschel, Ulrich (1943–2014), deutscher Germanist und Linguist
- Püschel, Ursula (1930–2018), deutsche Literaturwissenschaftlerin, Journalistin und Schriftstellerin
- Püschel, Vèrena, deutsche Fernsehmoderatorin
- Püschel, Walter (1927–2005), deutscher Autor, Lektor und Redakteur
- Püschel, Wilhelm (* 1879), deutscher Rechtswissenschaftler
- Puscher, Paul (1853–1938), sächsischer Generalmajor
- Puschert, Leonore (1936–2018), deutsche Übersetzerin
- Puschi, Alberto (1853–1922), italienischer Archäologe und Numismatiker
- Puschilin, Denis Wladimirowitsch (* 1981), ukrainischer Politiker der international nicht-anerkannten Volksrepublik Donezk (VRD)Denis Wladimirowitsch Puschilin (* 1981)

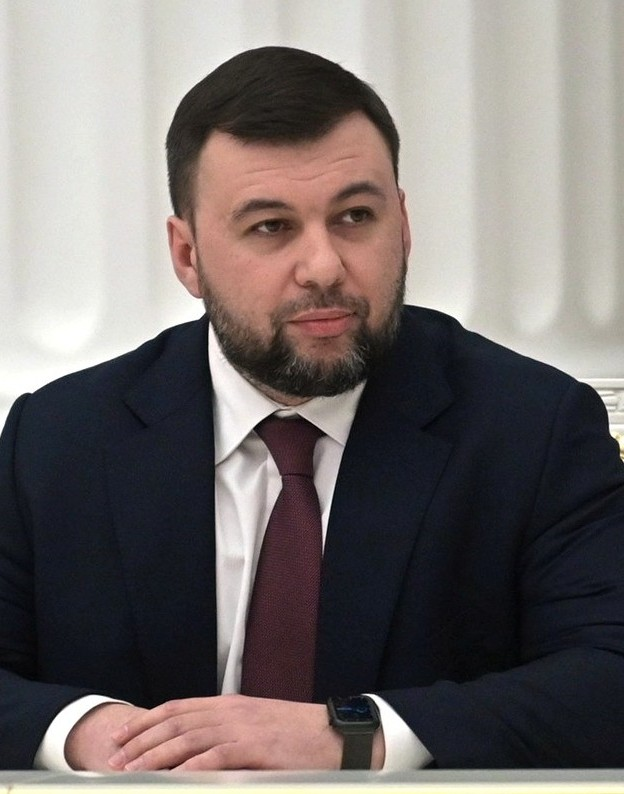
Denis Wladimirowitsch Puschilin (* 1981)

- Puschin, Nikolai Antonowitsch (1875–1947), russisch-jugoslawischer Chemiker und Hochschullehrer
- Puschkar, Martyn (1598–1658), Polkownyk der Saporoger Kosaken
- Puschkarjow, Konstantin (* 1985), kasachischer Eishockeyspieler
- Puschkarjowa, Tatjana Iwanowna (* 1985), russische Marathonläuferin
- Puschkarow, Nikola (1874–1943), bulgarischer Agrarwissenschaftler
- Puschkasch, Jekaterina Wiktorowna (* 1992), russische Eiskunstläuferin
- Puschke, Jens (* 1975), deutscher Rechtswissenschaftler und Hochschullehrer
- Puschkin, Alexander (1822–1878), deutscher Stenograf und Gymnasialprofessor
- Puschkin, Alexander Iwanowitsch (1907–1970), sowjetischer Tänzer und Ballettmeister
- Puschkin, Alexander Sergejewitsch (1799–1837), russischer Autor und DichterAlexander Sergejewitsch Puschkin (1799–1837)

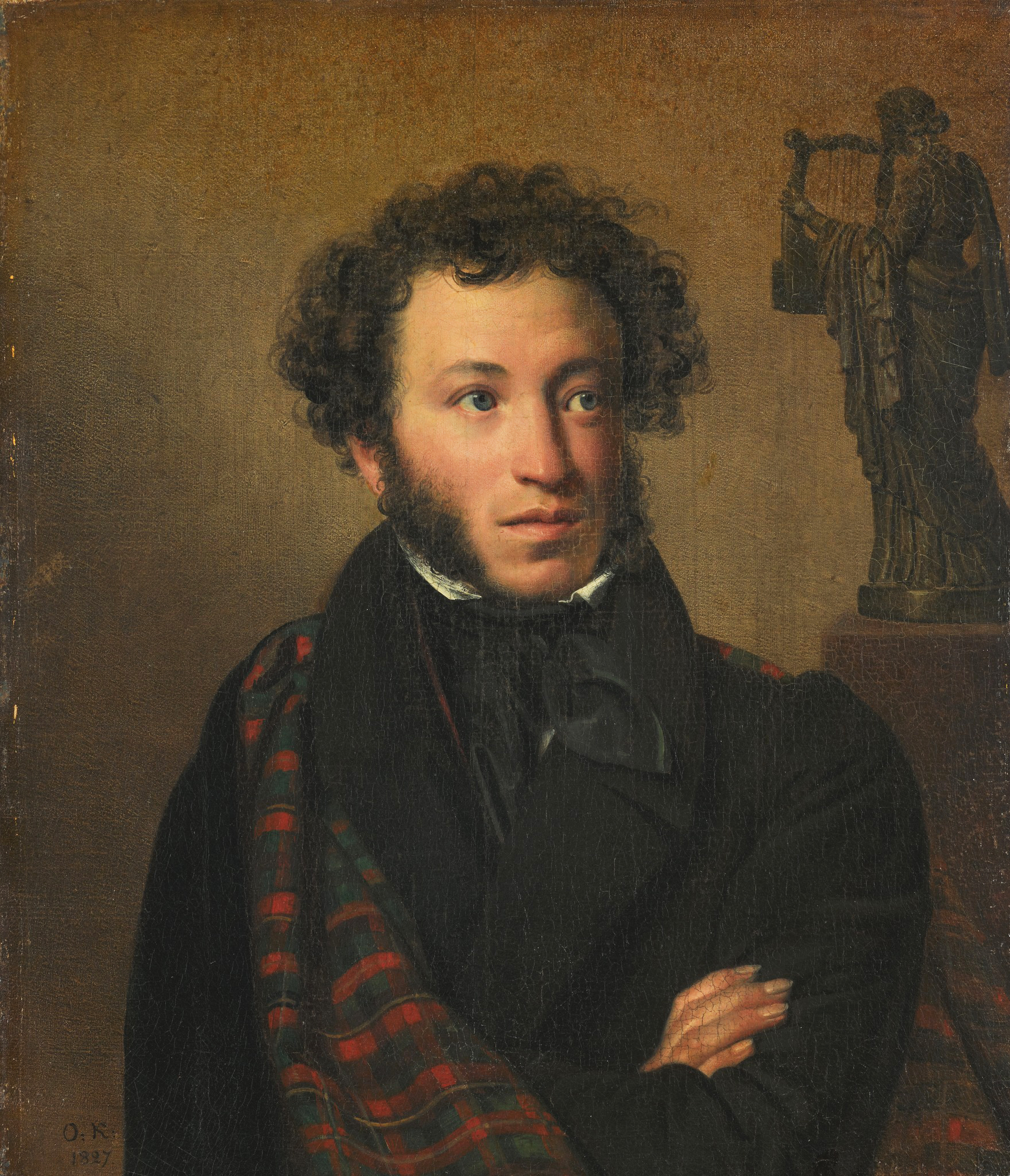
Alexander Sergejewitsch Puschkin (1799–1837)

- Puschkin, Boris Lwowitsch (1915–1967), sowjetischer Fotograf
- Puschkin, Georgi Maximowitsch (1909–1963), sowjetischer Diplomat und Politiker
- Puschkin, Jefim Grigorjewitsch (1899–1944), sowjetisch-russischer Generalleutnant und Held der Sowjetunion
- Puschkin, Joseph (1827–1905), deutscher Zeichner und Lithograf
- Puschkin, Lew Sergejewitsch (1805–1852), Alexander Puschkins jüngerer Bruder
- Puschkin, Sergei Lwowitsch (1770–1848), russischer Offizier und Beamter
- Puschkina, Ljudmyla (* 1965), ukrainische Marathonläuferin
- Puschkina, Nadeschda Ossipowna (1775–1836), Alexander Puschkins Mutter
- Puschkina-Lanskaja, Natalja Nikolajewna (1812–1863), Frau des russischen Dichters Alexander Puschkin
- Puschkow, Alexei Konstantinowitsch (* 1954), russischer Außenpolitiker und Vorsitzender des Auswärtigen Ausschusses der Staatsduma
- Puschkow, Nikolai Wassiljewitsch (1903–1981), sowjetischer Geophysiker und Gründer des ISMIRAM
- Puschkow, Sergei Michailowitsch (* 1964), russischer Eishockeyspieler und -trainer
- Puschl, Matthias (* 1996), österreichischer Fußballspieler
- Puschlav, Bernhard von, Steinmetzmeister und Architekt
- Puschmann, Alois (1882–1937), deutscher Politiker (Zentrum), MdR
- Puschmann, Barbara (* 1966), deutsche Tischtennisspielerin
- Puschmann, Erwin (1905–1943), österreichischer Widerstandskämpfer in der Zeit des Nationalsozialismus
- Puschmann, Hellmut (* 1938), deutscher katholischer Geistlicher, Präsident des Deutschen Caritasverbandes
- Puschmann, Nicolas (* 1991), deutscher Fernsehdarsteller
- Puschmann, Oscar (1845–1906), deutscher Architekt und Baumeister
- Puschmann, Otto (1880–1956), deutscher Lehrer und erzgebirgischer Mundartdichter
- Puschmann, Rolf (1846–1914), schweizerisch-deutscher Porzellanmaler, Grafiker, Illustrator und Kunstpädagoge
- Puschmann, Theodor (1844–1899), deutscher Medizinhistoriker
- Puschmann, Thomas (* 1973), deutscher Fußballspieler
- Puschmann, Thorsten (* 1962), deutscher Soldat, Brigadegeneral des Heeres der BundeswehrThorsten Puschmann (* 1962)

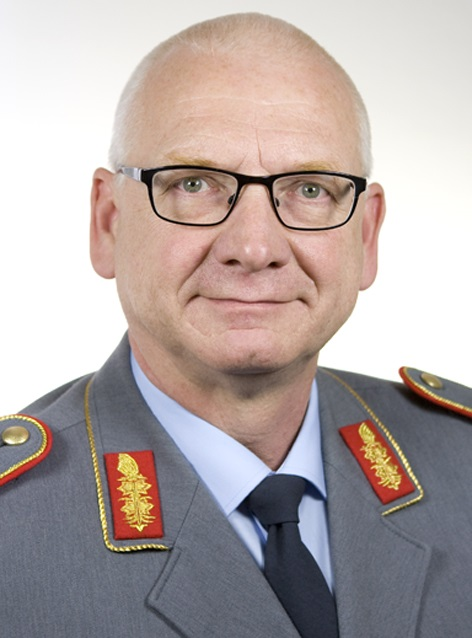
Thorsten Puschmann (* 1962)

- Puschmann, Wolfgang (1933–2008), deutscher Zoologe und Zoodirektor
- Puschmann, Wolfgang (* 1943), deutscher lutherischer Theologe und Pastor
- Puschner, Johann Georg, deutscher Astronom und Kupferstecher
- Puschner, Uwe (* 1954), deutscher Historiker
- Puschnerat, Tânia (* 1957), deutsche Historikerin
- Puschnig, Sepp (* 1946), österreichischer Eishockeyspieler
- Puschnig, Wolfgang (* 1956), österreichischer JazzmusikerWolfgang Puschnig (* 1956)

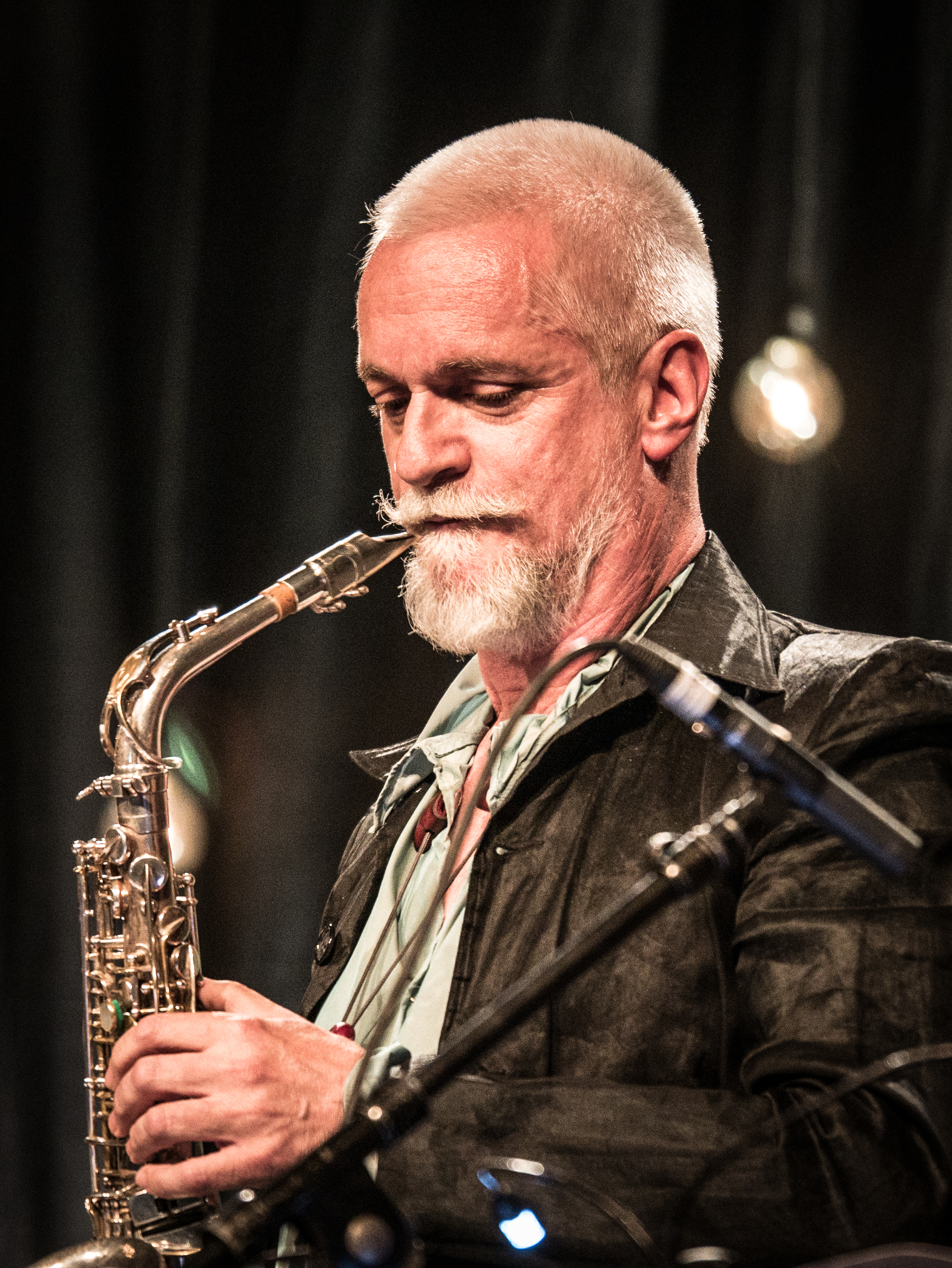
Wolfgang Puschnig (* 1956)

- Puschnik, Alois (1922–2007), österreichischer Heimatforscher
- Puschnik, Gerhard (* 1966), österreichischer Eishockeyspieler und -trainer
- Puschnik, Herbert (* 1944), österreichischer Heimatforscher und Künstler
- Puschnik, Ignaz (1934–2020), österreichischer Fußballspieler
- Puschnizki, Nikolai, russischer Segler
- Puschnus, Erika (1927–1990), deutsche Politikerin (SPD), Mitglied des Abgeordnetenhauses von Berlin
- Puschtschin, Iwan Iwanowitsch (1798–1859), russischer Leutnant, Richter und Dekabrist

### Puse
- Pusei († 344), persischer christlicher Märtyrer
- Pusen, Hans (1891–1987), deutscher Journalist, Fotograf und Sachbuchautor
- Pusenius, Markku (* 1964), finnischer Skispringer
- Pusenkoff, George (* 1953), deutsch-russischer Maler, Installationskünstler und Fotograf
- Puset, Jules-Joseph (1911–1983), französischer Geistlicher, römisch-katholischer Bischof
- Pusey, Anne E. (* 1949), US-amerikanische Biologin
- Pusey, Bernard (* 1931), britischer Radrennfahrer
- Pusey, Corey (* 1979), kanadischer Naturbahnrodler
- Pusey, Edward Bouverie (1800–1882), englischer Theologe und Gründer des Puseyismus (Anglokatholizismus)
- Pusey, Jacqueline (* 1959), jamaikanische Sprinterin
- Pusey, Nathan M. (1907–2001), US-amerikanischer Pädagoge
- Pusey, William Henry Mills (1826–1900), US-amerikanischer Politiker

### Push
- Pusha T (* 1977), US-amerikanischer RapperPusha T (* 1977)

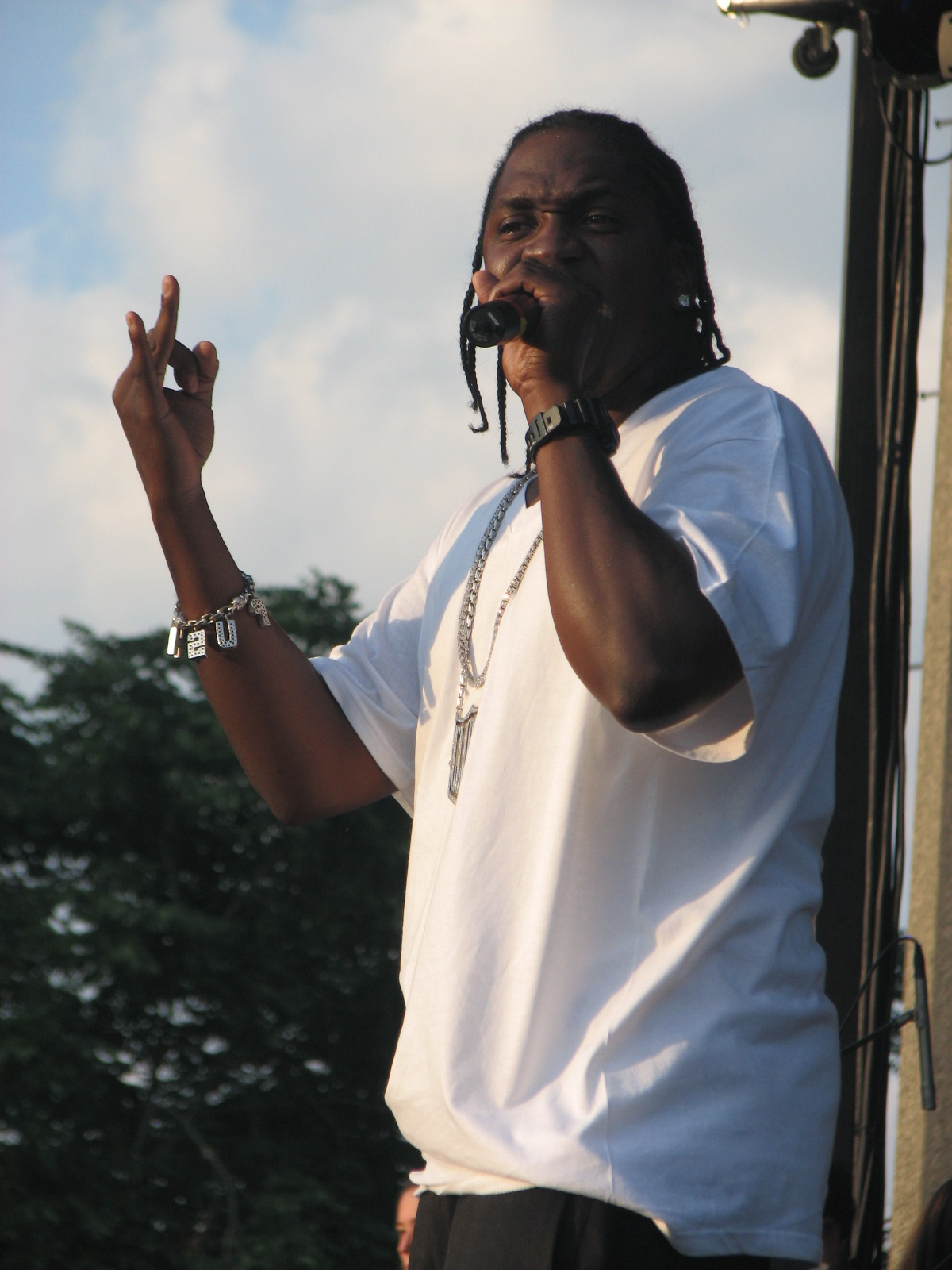
Pusha T (* 1977)

- Pushead, US-amerikanischer Sänger und Künstler
- Pushmataha (1764–1824), Häuptling der Choctaw-Indianer
- Pushor, Jamie (* 1973), kanadischer Eishockeyspieler, funktionär und -scout
- Pushpakumara, R.M.S. (* 1983), sri-lankischer Langstrecken- und Hindernisläufer
- Pushyamitra Shunga, erster Herrscher der indischen Shunga-Dynastie

### Pusi
- Pusić, Eugen (1916–2010), jugoslawischer Rechtswissenschaftler, Hochschullehrer und Politiker
- Pusic, Martin (* 1987), österreichischer Fußballspieler
- Pušić, Petar (* 1999), Schweizer Fussballspieler
- Pušić, Teodora (* 1993), serbische Volleyballspielerin
- Pusić, Vesna (* 1953), jugoslawische bzw. kroatische Soziologin und Politikerin; Außenministerin Kroatiens
- Pušica, Miljan (* 1991), serbischer Handballspieler
- Pusich, Ewald (1934–2013), deutscher Kontrabassist
- Pusika, Peter († 1475), Baumeister und Steinmetz
- Pusinelli, Anton (1815–1878), deutscher Mediziner und Mäzen
- Pusinna, christliche Heilige, Schutzpatronin von Herford
- Pusit Pongsura (* 1981), thailändischer Fußballspieler
- Pusitz, Heinz (* 1961), österreichischer Kulturwissenschaftler und Schriftsteller

### Pusk
- Puska, Pekka (* 1945), finnischer Gesundheitsexperte
- Puškar, Nermin (* 1978), bosnischer Musiker und Sänger
- Puskarčíková, Anna, tschechische Biathletin
- Puskarčíková, Eva (* 1991), tschechische Biathletin
- Puškarić-Petras, Mara (1903–1998), jugoslawische bzw. kroatische Malerin der Naiven Kunst
- Puskás, Ferenc (1927–2006), ungarischer Fußballspieler und -trainerFerenc Puskás (1927–2006)

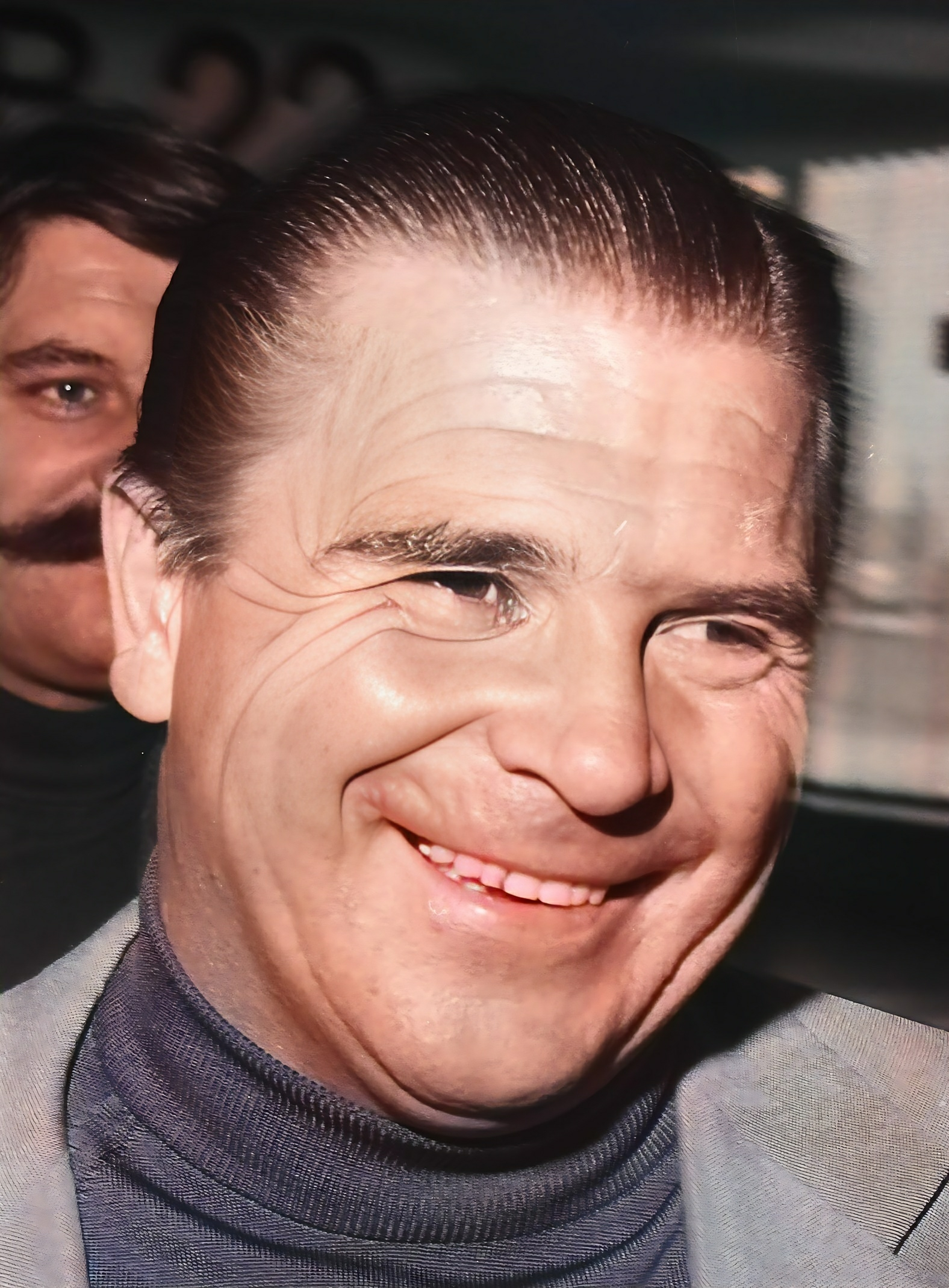
Ferenc Puskás (1927–2006)

- Puskás, Tivadar (1844–1893), ungarischer Ingenieur
- Puskepalis, Sergei Vytauto (1966–2022), russischer Schauspieler und Theaterregisseur
- Puskeppeleit, Monika (* 1955), Medizinerin und Pionierin der deutschen Polarforschung
- Pusker, Mark (* 1984), ungarischer Jazzmusiker (Saxophon, Komposition)
- Püsküllü, Esen (* 1946), türkische Schauspielerin
- Puskunigis, Henrikas, litauischer Schachschiedsrichter und -funktionär
- Püskürt, Mukadder (* 1977), österreichische Dokumentarfilmerin

### Pusm
- Pusma Ibáñez, Tarcisio (* 1967), peruanischer Geistlicher, Weihbischof in Trujillo

### Pusn
- Pušnik, Andreas (* 1972), österreichischer Eishockeyspieler und -trainer
- Pušnik, Katjuša (* 1969), slowenische Skirennläuferin
- Pušnik, Rolando (* 1961), slowenischer Handballspieler

### Pusp
- Puspas, Tobias (* 1975), deutscher Politiker (CDU)
- Pušpure, Sanita (* 1981), irische Ruderin

### Puss
- Pussecker, Robert (* 1955), österreichischer Klarinettist, Saxophonist, Dirigent, Komponist und Musiklehrer
- Pussetto, Ignacio (* 1995), argentinischer Fußballspieler
- Pussinen, Antti, finnischer Bildender Künstler
- Pussjäger, Matthias (1654–1734), Maler
- Pussull, Woldemar (1884–1939), deutschbaltischer Rechtsanwalt und Bürgermeister von Riga
- Pußwald, Hermine (* 1948), österreichische Politikerin (ÖVP), Landtagsabgeordnete

### Pust
- Pust, Dieter (* 1939), deutscher Autor
- Pust, Horst (* 1953), deutscher Fußballspieler (DDR)
- Pust, Ingomar (1912–1998), österreichischer Offizier, Alpinist, Schriftsteller und Journalist
- Pusta, Kaarel Robert (1888–1964), estnischer Politiker, Jurist und Diplomat
- Pustabajeu, Sjarhej (* 1996), belarussischer Sprinter
- Pustai, Iosif († 2016), rumänischer Fußballspieler
- Pustau, Eduard von (1860–1940), deutscher Kapitän zur See der Kaiserlichen Marine, Schriftsteller und Förderer der Luftfahrt
- Pustejovsky, Otfrid (* 1934), deutscher Historiker
- Pustelnik, Piotr (* 1951), polnischer Extrembergsteiger
- Puster, Dominik (* 1999), österreichischer Fußballspieler
- Puster, Rolf W. (* 1957), deutscher Hochschullehrer für Philosophie
- Pusterhofer, Otmar (* 1982), österreichischer Handballspieler
- Pusterla, Antonio († 1457), italienischer Apostolischer Protonotar und Bischof von Como
- Pusterla, Carlo, italienischer Motorradrennfahrer und Radsportler
- Pusterla, Fabio (* 1957), italienisch-schweizerischer Schriftsteller, Übersetzer und Literaturkritiker
- Pusterla, Irene (* 1988), Schweizer Leichtathletin
- Pusterla, Martino († 1460), italienischer Bischof von Como
- Pustet, Friedrich (1798–1882), deutscher Verleger
- Pustet, Marcellina (1924–2019), deutsche Benediktinerin, Äbtissin und Verlagslektorin
- Pustet, Petrus (1764–1825), Bischof von Eichstätt
- Pustimir, Johannes de († 1421), tschechischer Gelehrter
- Pustišek, Marko (* 1963), deutscher Schauspieler
- Pustjens, Mathieu (* 1948), niederländischer Radrennfahrer
- Pustka, František, tschechoslowakischer Skispringer
- Pustková, Vladěna (* 1992), tschechische Skispringerin
- Pustkuchen, Eduard (1846–1926), deutscher Verwaltungs- und Kirchenjurist in Lippe
- Pustkuchen, Herbert (1889–1917), deutscher Oberleutnant zur See und U-Boot-Kommandant im Ersten Weltkrieg
- Pustkuchen, Johann Friedrich Wilhelm (1793–1834), deutscher Schriftsteller
- Pustoswonow, Maksym (* 1987), ukrainischer Basketballspieler
- Pustowoit, Wladislaw Iwanowitsch (1936–2021), sowjetisch-ukrainischer Physiker und Hochschullehrer
- Pustowoitowa, Anastassija Wjatscheslawowna (* 1981), russische Fußballschiedsrichterin
- Pustowojtenko, Walerij (* 1947), ukrainischer Politiker
- Pusty, Jan (* 1952), polnischer Leichtathlet
- Pustynzew, Boris Pawlowitsch (1935–2014), russischer Dissident

### Pusu
- Pusula, Senja (* 1941), finnische Skilangläuferin

### Pusw
- Puswald, Christian (* 1958), österreichischer Rechtsanwalt und Politiker (SPÖ), Abgeordneter zum Nationalrat

### Pusy
- Pusyrewski, Nestor Platonowitsch (1861–1934), russisch-sowjetischer Wasserbauingenieur und Hochschullehrer

### Pusz
- Pusz, Artur (* 1909), polnischer Radsportler
- Puszamszies, Toni (1958–2013), deutscher Fußballspieler und -trainer
- Pusztai, Árpád (1930–2021), ungarisch-britischer Biochemiker
- Pusztai, László (1946–1987), ungarischer Fußballspieler
- Pusztai, Liza (* 2001), ungarische Säbelfechterin
- Pusztai, Olivér (* 1981), ungarischer Fußballspieler